# Miokazi
Miokazi (macedónul: Миокази) település Észak-Macedóniában, a Délnyugati körzet Kicsevói járásában, 2013-ig a Vranesticai járás része volt, ami teljes egészében beolvadt a Kicsevói járásba.

## Népesség
| Lakosok száma | 215  | 202  | 177  | 137  | 91   | 60   | 49   | 36   | 19   |
|               | 1948 | 1953 | 1961 | 1971 | 1981 | 1991 | 1994 | 2002 | 2021 |

2002-ben 36 lakosa volt, akik mindannyian macedónok.